# 石井実
石井 実（いしい みのる、1951年 - ）は、日本の昆虫学者。大阪府立大学名誉教授。専門は動物生態学・昆虫学・保全生物学。
2020年4月から地方独立行政法人大阪府立環境農林水産総合研究所理事長

## 経歴
1951年横浜市生まれ。1976年東京教育大学理学部生物学科卒業、1983年京都大学大学院理学研究科動物学専攻修了。学位論文「ギフチョウの蛹期間を制御する環境要因に関する研究」で京都大学より理学博士の学位を取得。1985年、大阪府立大学助手、1993年講師、1995年助教授、1996年教授、2015年理事・副学長、2019年退職、同大学名誉教授。2020年4月から地方独立行政法人大阪府立環境農林水産総合研究所理事長

### 所属学会
日本応用動物昆虫学会、日本昆虫学会、日本環境動物昆虫学会、日本鱗翅学会で理事（評議員）、編集委員、幹事等を歴任し、日本昆虫学会、日本環境動物昆虫学会、日本鱗翅学会、関西自然保護機構等で会長を務めた。 

### 受賞歴
- 2000年 日本環境動物昆虫学会研究奨励賞[2]
- 2008年 日本昆虫学会学会賞[5]
- 2013年 関西自然保護機構四手井綱英記念賞
- 2019年 環境省令和元年度環境保全功労者表彰[6]。

### 委員等
- 環境省中央環境審議会

自然環境部会、野生生物小委員会、生物多様性国家戦略小委員会、絶滅のおそれのある野生生物の選定・評価検討会、特定外来生物等専門家会合、環境研究企画委員会、OECM検討会
- 公益財団法人大阪みどりのトラスト協会会長
- 公益財団法人日本自然保護協会理事
- 公益財団法人WWFジャパン評議員
- 大阪府環境審議会（-2019年度）

## 著書

### 単著
- チョウの庭 フレーベル館 1998.9
- 里山のこれまでとこれから 文一総合出版 2014

### 共著
- 蝶、海へ還る：イチモンジセセリ渡りの謎 中筋房夫 共著、冬樹社 1988.5
- 里山の自然をまもる 植田邦彦、重松敏則 共著、築地書館 1993.5
- 応用昆虫学の基礎 中筋房夫、甲斐英則、内藤親彦、藤崎憲治、佐々木正己 共著、朝倉書店 2000.4

### 共編著
- 京都の動物Ⅱ 魚、淡水生物、昆虫とクモ 好廣眞一、松原弘至 共編、法律文化社 1988.3
- ボルネオの生きものたち：熱帯林にその生活を追って 日高敏隆 共編、東京化学同人 1991.2
- 日本動物大百科 第8巻 日高敏隆 監修、大谷剛、常喜豊 共編、平凡社 1996.9
- 日本動物大百科 第9巻 日高敏隆 監修、大谷剛、常喜豊 共編、平凡社 1997.8
- 小蛾類の生物学 保田淑郎、広渡俊哉 共編、文教出版 1998.2
- 日本動物大百科 第10巻 日高敏隆 監修、大谷剛、常喜豊 共編、平凡社 1998.9
- 昆虫類の多様性保護のための重要地域 第2集～第3集 日本昆虫学会自然保護委員会、 1999.3
- チョウの分布拡大 井上大成 共編、北隆館 2016.10

### 共著（分担執筆）
- 日本の昆虫-侵略と撹乱の生態学 桐谷圭治 編、東海大学出版会 1986.2
- 動物大百科 第17巻 R.M.アレグザンダー 編、平凡社 1987.8
- 昆虫学セミナー 2（生活史と行動）中筋房夫 編、冬樹社 1988.12
- 生物と環境-ヒトと自然を考えるために 新井哲夫 編、学術図書出版社 1995
- 昆虫ウォッチング 平凡社 1996
- 環境昆虫学-行動・生理・化学生態 松本義明 監修、本田計一、田付貞洋、本田洋、日高敏隆 編、東京大学出版会 1999
- 蝶の自然史-行動と生態の進化学 大崎直太 編、北海道大学図書刊行会 2000.6
- 生物多様性からみた里山環境保全の重要性 日本産チョウ類の衰亡と保護第6集、間野隆裕・藤井恒 編、日本鱗翅学会 2009
- 昆虫の低温耐性 積木久明、田中一裕、後藤三千代一 編、岡山大学出版会 2010
- 地球温暖化と昆虫 桐谷圭治、湯川淳一 編、全国農村教育協会 2010.2
- Insect Conservation: Past,Present and Prospects. T. R. New ed., Springer 2012
- エコロジー講座7 里山のこれまでとこれから 日本生態学会編、文一総合出版 2014

### 監修・著
- 生態学からみた里やま自然と保護 日本自然保護協会 編、講談社サイエンティフィック 2005.4
- 日本の昆虫の衰亡と保護 北隆館 2010.9
- チョウの調べ方 今井長兵衛、共監修・著、文教出版 1998.3

## 論文
- CiNii>石井実